# 佐伯市立河内小学校
佐伯市立河内小学校（さいきしりつごうちしょうがっこう）は、かつて大分県佐伯市蒲江にあった公立小学校である。

## 概要
2017年（平成29年）4月1日に旧蒲江町の6小学校・1分校を統合して佐伯市立蒲江翔南小学校が開校することに伴い、3月31日を以て閉校した。卒業生の総数は1,798人。

## 沿革
- 1874年（明治7年）10月 - 浄光庵にて河内小学校開校。
- 1887年（明治20年）4月 - 河内簡易学校に改称。
- 1892年（明治25年）10月 - 小学校令により河内尋常小学校に改称。
- 1910年（明治43年 ）月 - 河内尋常高等小学校に改称。
- 1924年（大正13年）10月 - 新校舎落成。
- 1941年（昭和16年）4月 - 河内国民学校に改称。
- 1947年（昭和22年）4月 - 下入津村立河内小学校に改称。高等科は中学校に移行。
- 1955年（昭和30年） - 町村合併に伴い、蒲江町立河内小学校に改称。
- 1974年（昭和49年）10月 - 創立100周年記念行事。
- 1979年（昭和54年）9月 - 危険校舎として校舎取り壊し。
- 1980年（昭和55年）3月 - 新校舎落成。
- 1983年（昭和58年）2月 - 体育館落成。
- 1983年（昭和62年）8月 - プール落成。
- 2000年（平成12年）9月 - 河内中学校閉校に伴い、最後の小中合同運動会を実施。
- 2002年（平成14年）2月 - 移転。
- 2003年（平成15年）3月 - 体育館落成。
- 2004年（平成16年）3月 - 市町村合併に伴い、佐伯市立河内小学校に改称[2]。
- 2017年（平成29年）2月26日 - 閉校式挙行[1]。
- 2017年（平成29年）3月31日 - 閉校。